# Maurizio Bidinost
Maurizio Bidinost (* 10. Januar 1959 in Cordenons) ist ein ehemaliger italienischer Radrennfahrer und nationaler Meister im Radsport.
Von Ende der 1970er Jahre bis in die 1980er Jahre hinein war Maurizio Bidonist einer der erfolgreichsten Amateur-Bahnradsportler Italiens. Achtmal wurde er italienischer Meister in den Disziplinen Einer- und Mannschaftsverfolgung. 1979 belegte er bei den Bahn-Weltmeisterschaften in Amsterdam Rang zwei in der Einer- und Rang drei in der Mannschaftsverfolgung (mit Pierangelo Bincoletto, Silvestro Milani und Sandro Callari). In jenem Jahr wurde er auch italienischer Meister im Straßenrennen der Amateure. 1979 siegte er im Paarzeitfahren Flèche d’Or. Bei den UCI-Bahn-Weltmeisterschaften 1981 in Brünn wurde er Dritter in der Verfolgung und wurde im selben Jahr italienischer Vizemeister im Einzelzeitfahren auf der Straße.
Anschließend trat er zu den Profis über und wurde er als solcher Dritter bei den Bahn-Weltmeisterschaften 1982 in der Einerverfolgung. Im selben Jahr wurde er Dritter der Europameisterschaft im Zweier-Mannschaftsfahren, gemeinsam mit Bincoletto. Bidinost startete auch bei 19 Sechstagerennen, von denen er drei gewinnen konnte, 1980 (mit Bernard Vallet) und 1981 (mit Francesco Moser) das von Nouméa sowie 1982 das Berliner Sechstagerennen mit Patrick Sercu. Als Amateur hatte er bereits das Sechstagerennen von Mailand 1979 in der Amateurklasse (mit Pierangelo Bincoletto) gewonnen. Obgleich er auch bei Straßenrennen antrat, gelang ihm hier bei den Profis kein internationaler Sieg. Er beendete seine Laufbahn 1987.

## Teams
- 1982–1984 Atala-Campagnolo
- 1985–1987 Murella-Rossin